# Elektrownia jądrowa Dukovany
Elektrownia jądrowa Dukovany (cz. Jaderná elektrárna Dukovany) – jedna z dwóch elektrowni jądrowych w Czechach. Elektrownia jądrowa jest zlokalizowana około 30 km na południe od miejscowości Třebíč, w trójkącie wyznaczonym przez miejscowości Dukovany, Slavětice i Rouchovany. Zainstalowano w niej cztery wodne-ciśnieniowe reaktory PWR typu VVER 440 - Model V213, o mocy 440 MWe każdy, zlokalizowane w dwóch podwójnych blokach. W latach 2008–2012 zmodernizowano bloki do mocy 500 MWe każdy.
Budowa elektrowni została rozpoczęta w 1974 r. Zmiany w projekcie spowodowały wstrzymanie pełnego rozpoczęcia budowy do 1978 r. Pierwszy blok rozpoczął działanie 4 maja 1985 r., ostatni (czwarty) 20 lipca 1987 r. W sąsiedztwie elektrowni nad rzeką Jihlavą wybudowano zbiornik wodny Dalešice z wodną elektrownią szczytowo - pompową o mocy 450 MW. Zbiornik służy jako źródło wody dla elektrowni jądrowej.
EJ Dukovany jest przeznaczona do pracy w systemie podstawowym. Dostarcza corocznie do sieci około 13 TWh energii elektrycznej. Szczególna uwaga jest położona na bezpieczeństwo pracy elektrowni, która jest nadzorowana na bieżąco przez Urząd Bezpieczeństwa Jądrowego i odpowiednie organizacje międzynarodowe.
KHNP (Korea Hydro & Nuclear Power) zabiega o wygranie przetargu na inwestycję w Czechach, dotyczącą budowy nowego bloku o mocy 1200 MW w Elektrowni Jądrowej Dukovany. KHNP rywalizuje z amerykańską spółką Westinghouse oraz EDF z Francji.